# Топали
Топа́ли — село Окнянської селищної громади Подільського району Одеської області України. Населення становить 1224 осіб (станом на 2000 рік). Територія села Топали — 489 гектар.
Село Топали знаходиться від центру громади (с-ще Окни) на віддалі 18 км, а до обласного центру міста Одеси — 200 км. Село Топали знаходиться на віддалі 11 км від кордону із республікою Молдова. З найближчим селом Чорна (віддалі 5 км) є зв'язок дорогою твердого покрову.
Найближча залізнична станція Подільськ знаходиться на віддалі 32 км. 
Через село протікає річка Тростянець.

## Історія
Перші заселення в селі Топали відбулися приблизно в XVIII столітті. Територією, де розташовано село, деякий час володіли турки. При їхньому пануванні землею володів землевласник Топалов, від імені якого походить назва села «Топали». Після вигнання турків місцевість залишилась без населення. Пізніше сюди переселились українці, молдовани, поляки.
На прилеглих до Топали землях значно пізніше виникло поселення Сагайдак (приблизно в 1906—1907 роках), заселили його переселенці з Вінниччини, Полтавщини.

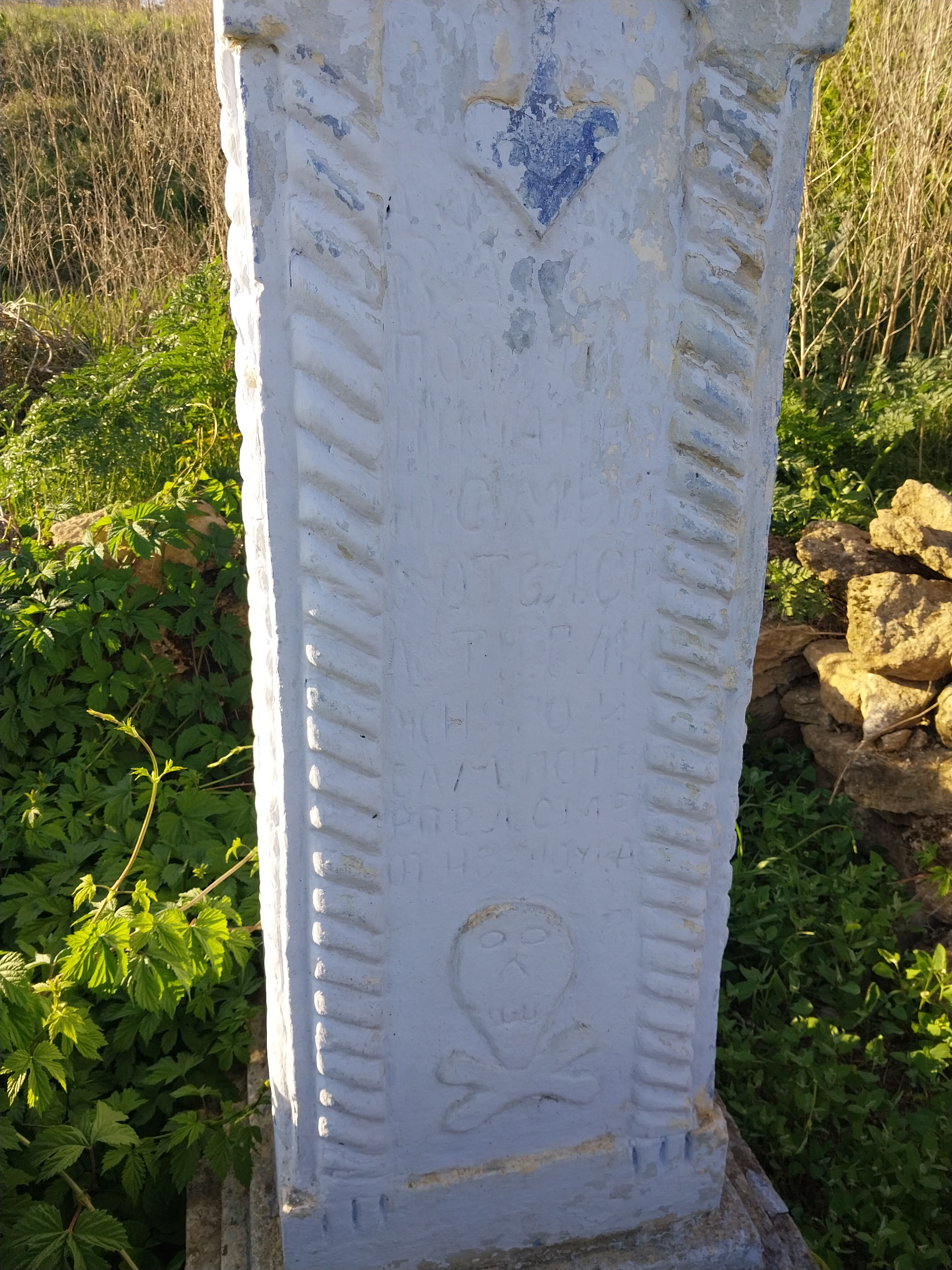
Старовинне поховання на вулиці в селі

Жителі села Топали в минулому були кріпаками. Після скасування кріпосного права селяни отримали земельні наділи, за що платили викуп панові Собанському. Село Топали входило в поміщицьку економію, що називалась Собанською. Населеному пункту до 1917 року належало 8000 десятин землі, з яких поміщикові належало 5500 десятин, а селянам 2500 десятин.
Після скасування кріпосного права селяни платили податки грішми. В розмірі один карбованець за десятину.
Під час революції 1905—1907 р.р. жителі села Топали повстали проти управителя поміщицької економії Василевського. Активними учасниками боротьби були: Кобзар Роман, Чеховський, Савицький Карпо, Городецький Пилип. Вони працювали підпільно. Писали прокламації і розповсюджували серед населення через дітей. Керівником підпільної групи був член РСДРП Чеховський Микола.
Під час Жовтневого перевороту особливих подій не було у зв'язку з тим, що всі чоловіки і молодь були мобілізовані на фронт а в селі залишились тільки старі, жінки, діти.
Населений пункт був місцем формування червоних партизан. Організатором був. Пташнік Андрій, Самборський, Альошин. Радянська Влада встановилась в селі в березні — квітні 1918 року. Радянська влада встановилась в селі в березні — квітні 1918 р. Ленінський декрет про землю остаточно був проведений в життя в селі Топали в 1922—1923 роках. Земля була поділена по осібно.
В 1924 році була організована агробаза на найкращих землях ділянки «кап-рон», організатором якої був агроном Корнілов.
В 1929—1930 роках була організована комуна «Комсомольська Іскра». В1930 році в селі було організовано 7 колгоспів: «Новий труд», «13 лет Октября», «Красний партизан», Імені Молотова, «Паризький комунар», Імені Калініна, Імені Ворошилова.
В 1933 році комуну реорганізували в колгосп «Комсомольська Іскра». Організаторами ТСОЗ були Валько, Уманюк. З Одеського ГУБ ЧК на село продовольчим комісаром по заготівлі хліба був присланий Шторін, Якого потім вбили куркулі. Під керівництвом місцевих партійних та комсомольських організацій і НКВС, при участі районних уповноважених нестійкі елементи виселялись із села.
Після Жовтневого перевороту більшість населення була неписьменна, але завдяки зусиллям вчителів, учнів, старших грамотних товаришів, які були направлені з міста в село, в 1937 році 80 відсотків жителів стало письменним, а повністю не писемність і мало писемність була ліквідована в 1950 році. Населення села Топали на початку Німецько-радянської війни брало активну участь у спорудженні оборонної лінії, яка проходила біля річки Дністер, в спорудженні аеродрому біля села Воронкове, залізничної станції Чубівка.
Активом села і колгоспниками було евакуйовано все колгоспне господарство і тваринництво в глибокий тил країни.
Трудівники села, які були мобілізоні в ряди Радянської Армії, брала активну участь в боротьбі на фронтах Німецько-радянської війни.

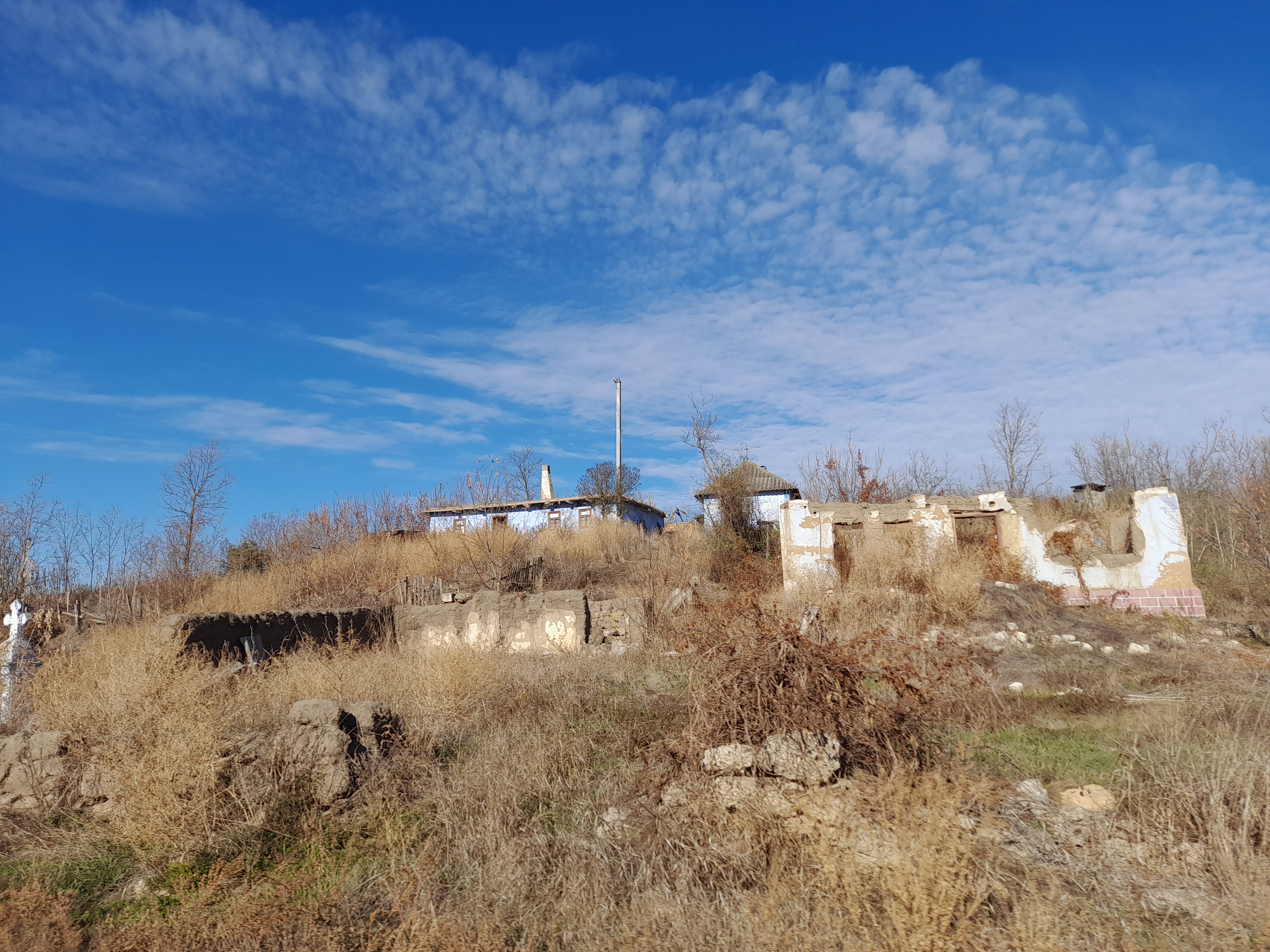
Покинуті хати в селі

Житель села Топали Зюльковський Василь Опанасович удостоєний почесного звання — Героя Радянського Союзу. Багато громадян нагороджено орденами і медалями. Серед них: Кобилянський Павло Максимович (орден Леніна), Семішан Дмитро Кирилович (орден Слави) і багато інших.
Основний національний склад населення ― це українці й молдовани. До 1917 року сільське господарство в селі Топали було в занедбаному стані. Навіть у найродючіші роки селяни отримували на своїх клаптиках землі низькі врожаї.
З часом із 8 колгоспів, які знаходилися на території села. Було утворено колгосп імені Кірова.
12 червня 2020 року, відповідно до Розпорядження Кабінету Міністрів України від № 724-р «Про визначення адміністративних центрів та затвердження територій територіальних громад Одеської області», увійшло до складу Окнянської селищної громади.
19 липня 2020 року, в результаті адміністративно-територіальної реформи і ліквідації Окнянського району, село увійшло до складу новоутвореного Подільського району.

## Географія і клімат

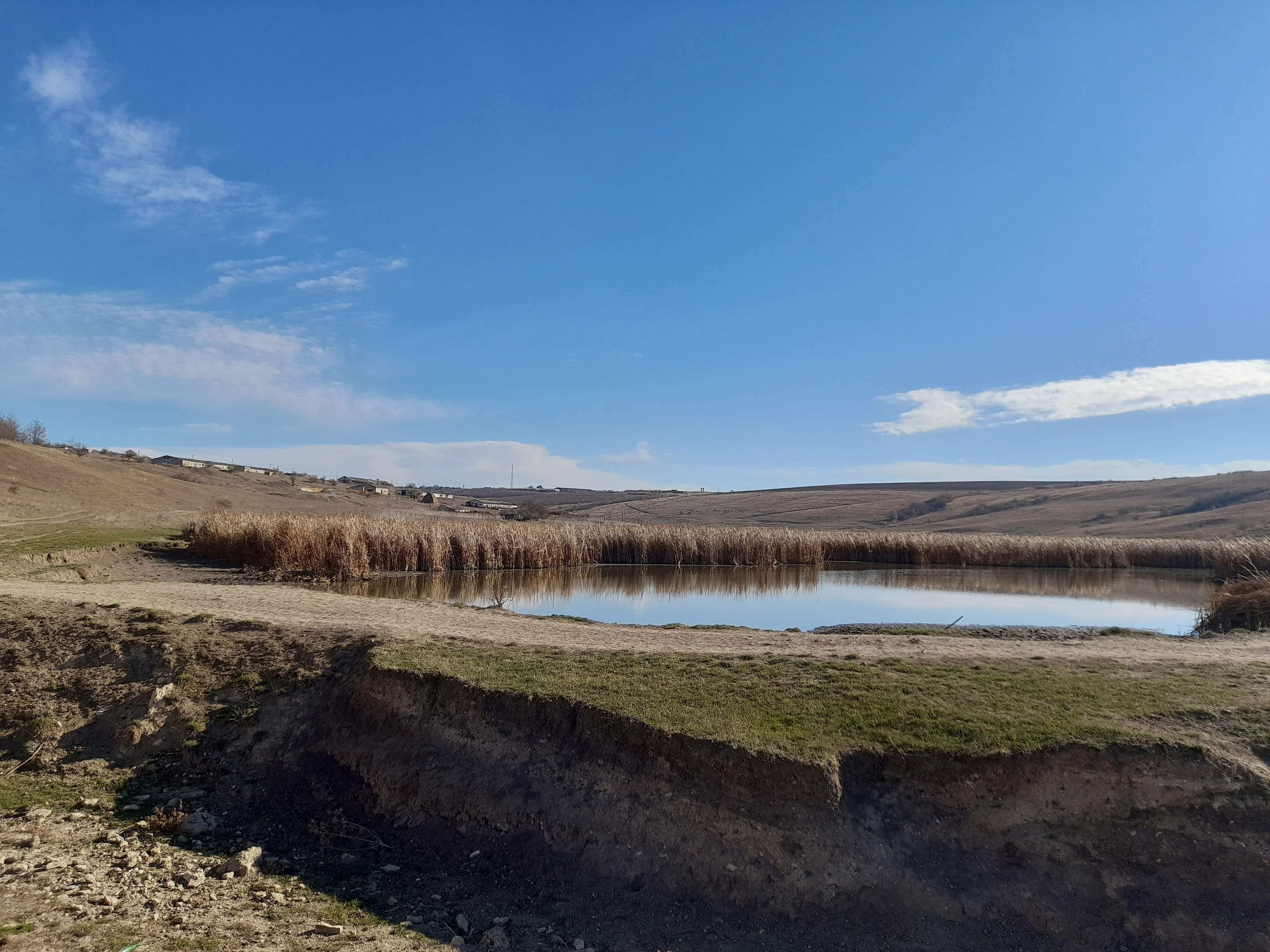
Ставок на річці Тростянець край села

Село розташоване в лісостеповій зоні України. Його оточують ліси, в яких в основному переважають листяні дерева, кущі, а саме: дуб, ясен, клен польовий, біла акація, граб. Найкраще пристосовані до ґрунтів дуб, клен, ясен, біла акація. Село гарно озеленене. По ярах, підвищеннях росте велика кількість злакових трав: ковиль, тіпчак, горицвіт, вика дикоростуча, мишачий горошок, подорожник.
Тваринний світ також різноманітний. В лісах з ссавців зустрічаються гризуни, які завдають великої шкоди сільському господарству (заєць-русак, дикий кріль, звичайний хом'як, кріпчатий суслик, звичайний сурок, різні види полівок. мишей; з хижих тварин ― вовк, лисиця, ласка; з птахів орел, куріпки. жайворонки, різні види ворон, горобці, шпаки. На заболочених місцях росте осока, очерет; з тварин і птахів водяться крижні, чаплі, жаба очеретяна, тритон, гадюки.
Поверхня села досить хвиляста, місцями горбкувато — хвиляста. Велика густота яружно-балочної сітки безпосередньо в самому селі та його околиць (Сагайдак, Калинівка). В ярах можна бачити відкладання осадових порід: глини, лес, лесовидні суглинки, невеликі вираження гальки. Ці товщі осадових порід багаті на будівельні матеріали: вапняки, піски, мергелі, глину, гальку.
Клімат помірно–континентальний. Взимку переважає антициклональна погода, а влітку і в перехідні пори року — циклональна.
Зимою переважають вітри північних і північно—східних румбів. Вони континентального походження і приносять мало вологи. Влітку переважають південні і північно—західні вітри. Середня річна температура +6-8 градусів. Середні січневі ― -5-10 градусів, середні липневі ― +20-25 градусів. Річна кількість опадів 450—500 міліметрів. Найбільша кількість днів з опадами припадає на зиму. Зими малосніжні. Середня товщина зимового покрову доходить до 10 см. Весною іноді бувають похолодання, що пояснюється впливом холодних арктичних мас повітря. Літо жарке із зливами, грозами. Восени переважають сонячні дні. Кліматичні умови сприятливі для вирощування багатьох сільськогосподарських культур.

## Сільське господарство

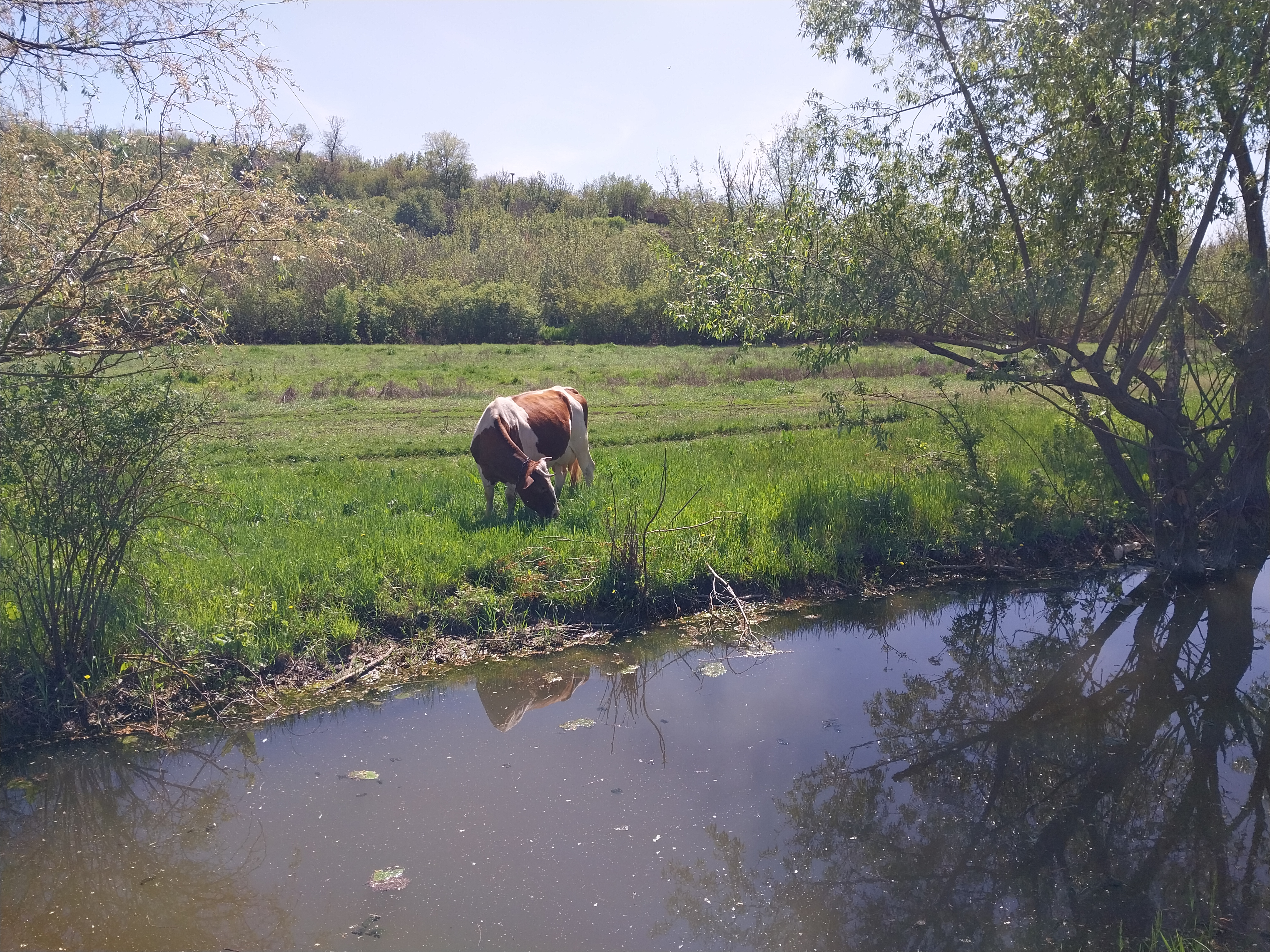
Випас худоби на березі річки Тростянець

Основне заняття жителів села було і залишається сільське господарство, з яким пов'язано багато звичаїв, традицій і свят. Загальна кількість угідь в селі Топали становить 6600 га, в тому числі орні землі 5100 га, пасовища 550 га.
Біля кожної садиби росте велика кількість культурних дерев і кущів. Це яблуні, груші, сливи, черешні, вишня, малина, смородина. На полях Топалівської сільради вирощують кукурудзу, соняшник, кормовий та цукровий буряки, ячмінь, жито, озимі пшеницю та ячмінь, просо, горох. З городніх культур добре пристосована капуста, помідори, огірки, цибуля.
Добре розвинене культурне тваринництво: корови, коні, свині, кури, гуси, качки.

## Населення

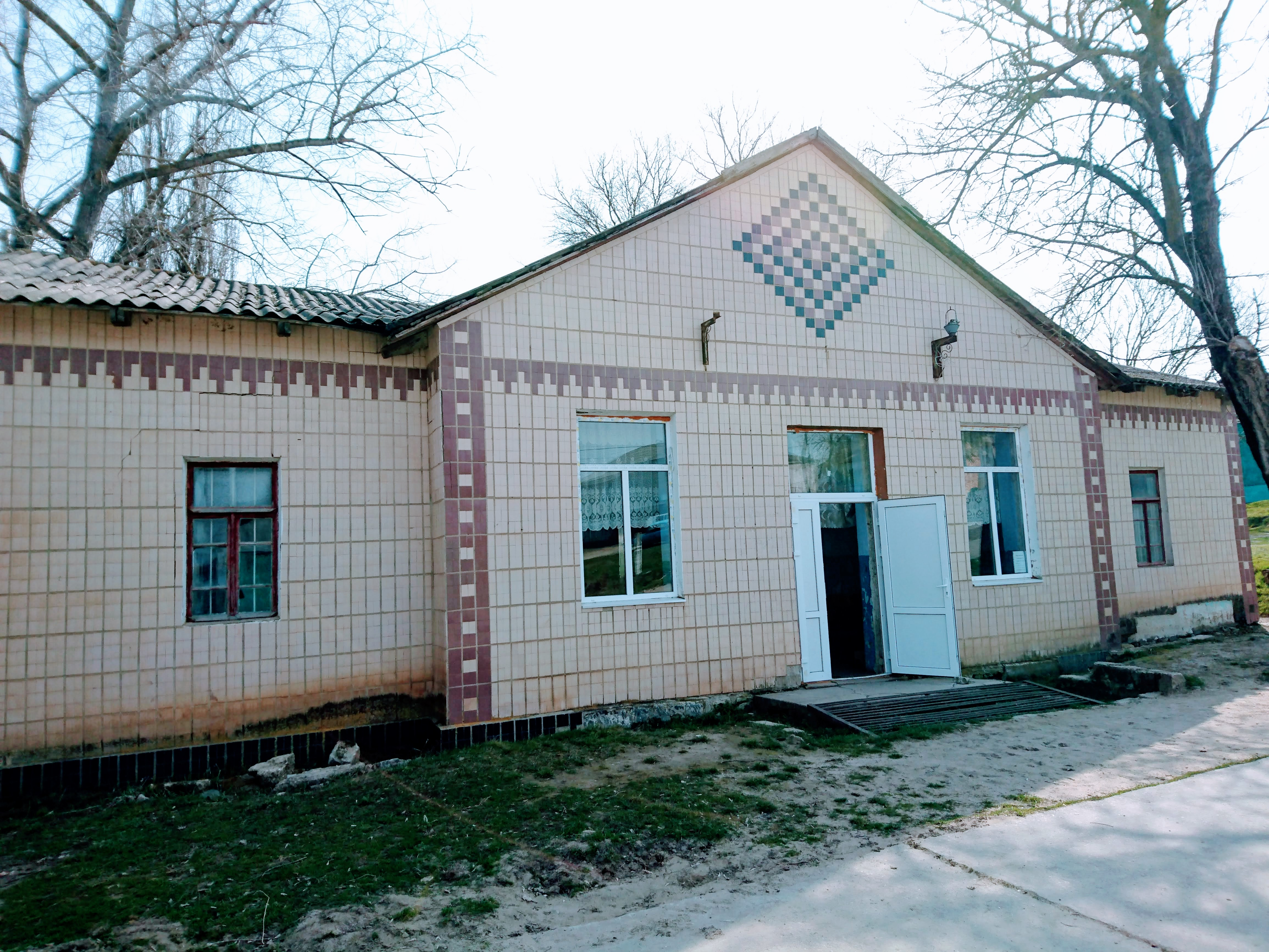
Будинок культури у Топалах

Згідно з переписом УРСР 1989 року чисельність наявного населення села становила 1367 осіб, з яких 583 чоловіки та 784 жінки.
За переписом населення України 2001 року в селі мешкали 1223 особи.

### Мова
Розподіл населення за рідною мовою за даними перепису 2001 року:
| Мова       | Відсоток |
| ---------- | -------- |
| українська | 94,69 %  |
| румунська  | 3,27 %   |
| російська  | 1,96 %   |
| болгарська | 0,08 %   |

## Релігія

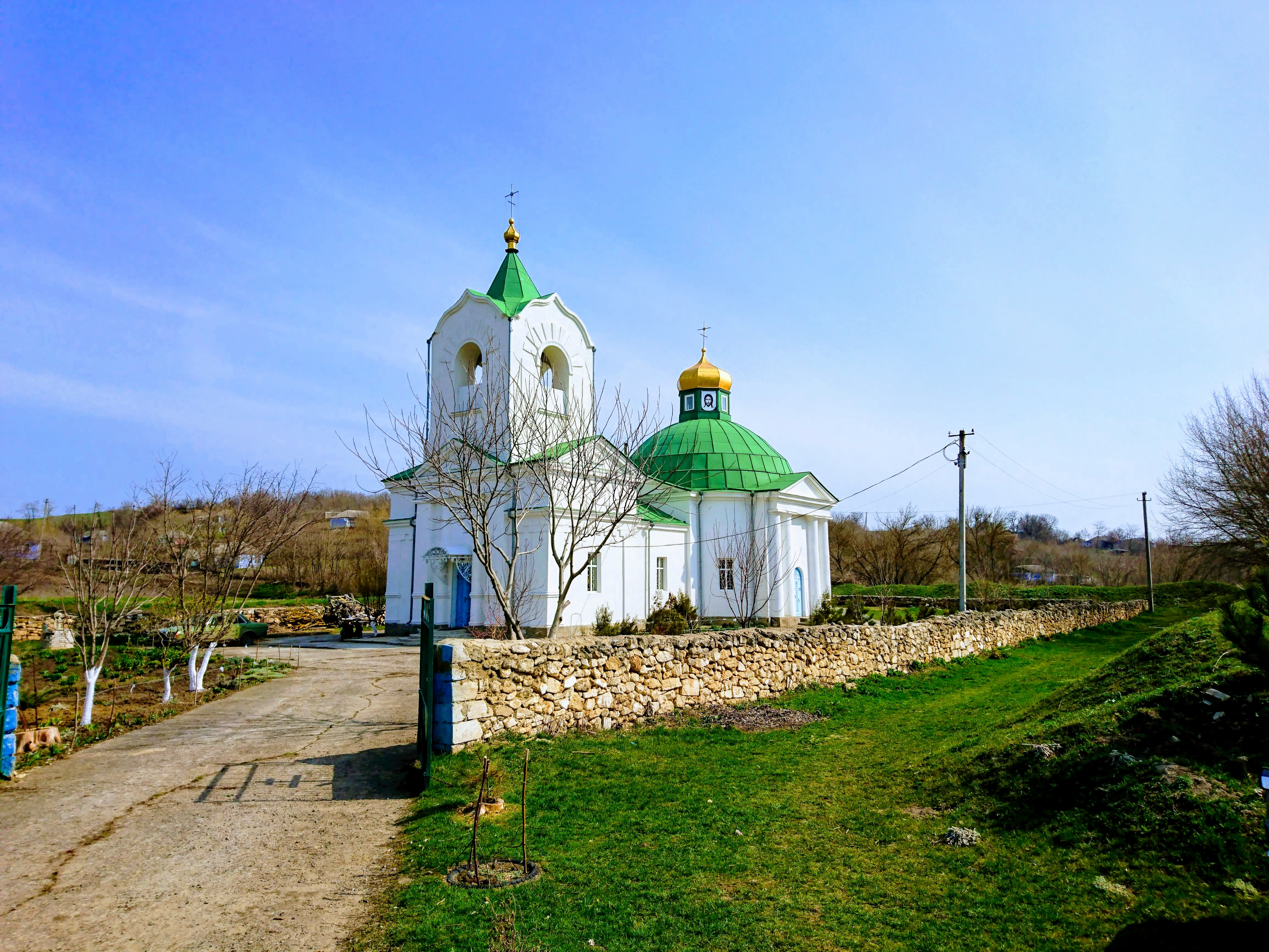
Церква Св. Параскеви Сербської

27 липня 2019 року митрополит Балтський і Ананьївський УПЦ МП Олексій звершив чин освячення престолу в храмі Параскеви Сербської села.

### Храмове свято
27 жовтня — Святої Преподобної Параскеви
Свята Параскева Сербська (болг. Света Петка Българска або Света Петка Търновска, серб. Света Петка, Света Параскева або Петка Трновска, грец. Παρασκευή, народилася у c. Епібат, Туреччина) — свята, жила в XI ст. Свята Параскева вела тихе і побожне життя. Після смерті батька вона помандрувала до Єрусалима і відвідала святі місця. Згодом поселилася в пустелі, де на самоті провела довгі роки посвяченого Богові життя. За два роки до смерті вона повернулася до родинного села і, наче вбога чужинка, провела решту свого життя при місцевій церкві. Коли Параскева померла, її поховали на місцевому цвинтарі. Через якийсь час Бог чудесним способом показав людям нетлінні мощі св. Параскеви. Згодом святі мощі, при яких діялися численні чуда, перенесли до місцевої церкви. 1641 року мощі св. Параскеви спочили у церкві Трьох Святителів у місті Ясси (місто над річкою Бахлуй в Румунії). Свята Параскева Сербська — покровителька торгівлі.